# Д (истребитель)
Истребитель Д — советский проект истребителя, над разработкой которого в 1940—1941 годах работали авиаконструкторы Илья Флоров и Алексей Боровков.

## История
В начале 1930-х годов Илья Флоров и Алексей Боровков начали работать на Горьковском авиационном заводе № 21. Ими были построены самолёты-бипланы «7211» и серия И-207. Однако время бипланов заканчивалось. Заместитель наркома авиационной промышленности по новой технике Александр Яковлев заявил о невозможности включения предложений Боровкова и Флорова в план работ наркомата.
Тогда конструкторы начали разрабатывать истребитель с комбинированной силовой установкой, состоящей из поршневого двигателя М-71 и двух прямоточных воздушно-реактивных двигателей (ПВРД) Игоря Меркулова ДМ. Эскизный проект был закончен в начале 1941 года и получил одобрение экспертного совета наркомата авиационной промышленности. Разработку было решено продолжить.
Самолёт предполагалось строить по схеме одномоторного двухбалочного моноплана с толкающим воздушным винтом. Балки-фюзеляжи являлись корпусами реактивных двигателей. Истребитель должен был иметь мощное пушечное вооружение. ПВРД должны были включаться в нужные моменты боя, при этом не создавая большого сопротивления в обычном режиме.
В проекте использовались все самые передовые достижения аэродинамики того времени: вытянутый фюзеляж, ламинарный профиль стреловидного крыла, мощный двигатель. Всё это позволяло рассчитывать на достижение фантастической по тем временам скорости 850 км/ч.
Многие идеи, заложенные в проект, нигде ранее не использовались, поэтому их проработка вызывала массу сложностей. Использование толкающего винта позволяло затянуть ламинарный характер обтекания фюзеляжа, но создавало проблемы с аварийным покиданием самолёта. Проблема была решена установкой сбрасываемого вниз-назад фрагмента пола с проваливающимся креслом пилота.
Носовая часть фюзеляжа для обслуживания и ремонта сдвигалась вперёд. Это решение позволяло отказаться от эксплуатационных лючков и обеспечивало чистоту линий носовой поверхности.
Тонкое стреловидное крыло предназначалось для достижения высоких скоростей, но плохо вело себя на низких скоростях. Поэтому была необходима мощная посадочная механизация, применение которой снижало чистоту поверхности крыла и приводило к снижению максимальной скорости.
Довести проект до реализации помешала начавшаяся Великая Отечественная война. В июле 1941 года КБ было расформировано.

## Предполагаемые лётно-технические характеристики
Источник данных: М. Маслов «Утерянные победы советской авиации».

Технические характеристики
- Экипаж: 1
- Длина: 11,67 м (в линии полёта)
- Размах крыла: 14,5 м (по другим данным — 14,8 м[2])
- Высота:
- Площадь крыла: 30 м²
- Максимальная взлётная масса: 6000 кг
- Силовая установка:
  - Реактивные двигатели: 2 × ПВРД (дополнительный мотор)
  - Винтовые двигатели: 1 × ПД М-71
    - Мощность двигателей:

(
(1 × 2000 л. с.) л. с.
 
)
Лётные характеристики
- Максимальная скорость:

- У земли: 530 км/час
- На высоте 6150 м, без применения ускорителей: 660 км/час
- На высоте 6150 м, с применением ускорителей: 850 км/час

Вооружение
- Стрелково-пушечное: 2 × Ш-37 и 2 × ШВАК-20